# Phrynobatrachus pintoi
Phrynobatrachus pintoi é uma espécie de anfíbio gimnofiono da família Phrynobatrachidae. Está presente na Guiné. A UICN classificou-a como em perigo de extinção.